# Cassandre d'Egina
Cassandre d'Egina (grec antic: Κάσσανδρος, llatí: Cassander) fou un polític de la Lliga Aquea del segle ii aC.
En una assemblea a Megalòpolis l'any 186 aC va donar suport a Apol·lònides de Sició per persuadir a l'assemblea de rebutjar els 120 talents que oferia el rei Èumenes II de Pèrgam. Allí va explicar que Egina havia estat conquerida pel romà Publi Sulpici Galba Màxim el 208 aC a conseqüència de la seva adhesió a la Lliga Aquea, i que Roma l'havia lliurat a Etòlia; que els etolis l'havien venut a Àtal I de Pèrgam, pare d'Èumenes, i que la bona voluntat del rei de Pèrgam s'havia de demostrar amb el retorn de la llibertat l'illa i no amb diners, i va instar a l'assemblea a no rebre cap moneda que impedís la llibertat dels eginetes. L'assemblea va rebutjar els diners d'Èumenes, segons Polibi, Titus Livi i Plutarc.